# Chesty Puller
Lewis Burwell "Chesty" Puller (26. juni 1898 – 11. oktober 1971) var generalløjtnant i United States Marine Corps som kæmpede mod guerillaer i Haiti og Nicaragua, og kæmpede i 2. Verdenskrig og Koreakrigen.
Puller er den mest dekorerede marinesoldat i Amerikas historie. Han er en af to amerikanske soldater, som er blevet tildelt fem Navy Cross og et Distinguished Service Cross, tildelt af U.S. Army, hvilket gør ham til den eneste person, som har modtaget seks af nationens højeste militære udmærkelser for tapperhed. 
Puller tog sin afsted fra Marinekorpset efter 37 års tjeneste i 1955 og boede i Virginia.

## Tidlige år
Puller blev født i West Point, Virginia, søn af Matthew og Martha Puller. Hans far var købmand og døde da Lewis var ti år gammel. Puller voksede op mens han hørte på gamle veteraners fortællinger om den Amerikanske Borgerkrig og idealiserede Thomas "Stonewall" Jackson. Han ønskede at indtræde i United States Army for at kæmpe i grænsekrigen med Mexico i 1916, men han var for ung og kunne ikke få sin mors godkendelse.
Det følgende år blev Puller optaget på Virginia Military Institute, men forlod det i august 1918, da 1. Verdenskrig stadig var i gang, og sagde, at "han ville hen hvor kanonerne er!" Inspireret af 5. marine regiment ved Belleau Wood, gik han ind i United States Marine Corps som menig og gennemgik rekrutuddannelsen ved Marine Corps Recruit Depot, Parris Island, South Carolina.
Selv om han ikke kom i krig i den krig, var Marinekorpset under udvidelse, og snart efter at han havde afsluttet uddannelsen kom han på deres skole for underofficerer og herefter skolen for officerskandidater i Quantico, Virginia. Han blev færdig på officersskolen den 16. juni 1919. Puller blev udnævnt til sekondløjtnant af reserven, men reduktionen af styrken fra 73.000 til 1.100 officerer og 27.400 mand efter krigen førte til at han blev overført til inaktiv status 10 dage senere og fik rang af korporal.

## Mellemkrigsårene
Korporal Puller fik ordre om at gøre tjeneste i Gendarmerie d'Haiti som løjtnant og kom i kamp på Haiti. Mens De Forenede Stater arbejdede på en traktat med Haiti, deltog han i over fyrre kampe i de følgende fem år mod Caco rebeller og forsøgte to gange at genvinde sin officersbestalling. I 1922 gjorde han tjeneste som adjutant for major Alexander Vandegrift, en senere Commandant of the Marine Corps.
Puller vendte tilbage til USA og fik til sidst sin rang som sekondløjtnant tilbage den 6. marts 1924. Herefter gjorde han kassernetjeneste i Norfolk, Virginia, Basic School i Quantico, Virginia, og med 10. marineregiment i Quantico, Virginia. Han blev overført til marinekasernen ved Pearl Harbor, Hawaii, i juli 1926 og i San Diego, California, i 1928.
I december 1928 blev Puller overført til den Nicaraguanske Nationalgarde enhed, hvor han blev tildelt sit første Navy Cross for din indsats fra 16. februar til 19. august 1930, hvor han anførte "fem successive kampe mod overlegne styrker af bevæbnede banditter". Han vendte tilbage til USA i juli 1931 og gennemførte kompagni officersuddannelsen på Fort Benning, Georgia, hvorefter han vendte tilbage til Nicaragua fra 20. september til 1. oktober 1932, og fik sin anden Navy Cross. Puller anførte amerikanske marinesoldater og nicaraguanske nationalgardister i kamp mod Sandinist rebeller i det sidste større slag under Sandinistopstanden nær El Sauce den 26. december 1932.
Efter hans tjenestetid i Nicaragua blev Puller tildelt marineafdelingen på den amerikanske Legation i Beijing, Kina, hvor han havde kommandoen over en enhed Kina-marines. Han gjorde herefter tjeneste ombord på USS Augusta en krydser i den asiatiske flåde, som var under kommando af Chester W. Nimitz, som dengang var kommandør. Puller vendte tilbage til fastlandet i juni 1936 som instruktør på Basic School i Philadelphia.
I maj 1939 vendte han tilbage til Augusta som chef for marineenheden ombord og derpå tilbage til Kina, hvor han gik i land i Shanghai i maj 1940 for at fungere som næstkommanderende og chef for 2. bataljon af 4. marineregiment indtil august 1941. Major Puller kom tilbage til USA den 28. august 1941. Efter en kort orlov fik han kommandoen over 1. bataljon i 7. marineregiment i 1. marinedivision, som var stationeret i New River, North Carolina (senere Camp Lejeune).

## 2. Verdenskrig
I begyndelsen af Stillehavskrigen dannede 7. marinebataljon kernen i den nye 3. marinebrigade, og ankom for at forsvare Samoa den 8. maj 1942. Senere blev de overført fra brigaden og den 4. september forlod de Samoa og vendte tilbage til 1. division på Guadalcanal den 18. september 1942.
Kort efter ankomsten til Guadalcanal anførte Puller sin bataljon i kampene ved Matanikau, hvor Pullers hurtige reaktion reddede tre af hans kompagnier fra at blive udslettet. I kampene blev disse kompagnier omringet og afskåret af en større japansk styrke. Puller løb til stranden, signalerede til en amerikansk destroyer, USS Monssen, hvorefter han gav den besked på at yde ildstøtte mens landingsfartøjer reddede hans kompagnier fra deres prekære situation. Signalmand i kystvagten Douglas Albert Munro — lederen af gruppen af landgangsfartøjer, blev dræbt mens han gav dækningsild fra sin landgangsfartøj for marinerne mens de forlod stranden, og blev posthumt tildelt Medal of Honor for sin indsats. Han er indtil nu den eneste i kystvagten, der har fået denne udmærkelse. Puller blev tildelt Bronze Star] Medal med Combat "V" for sin indsats.
Senere på Guadalcanal blev Puller tildelt sit tredje Navy Cross, i det der senere blev kendt som "slaget om Henderson Field". Puller ledede 1. bataljon af 7. marineregiment, som var den ene af to amerikanske infanterienheder, der forsvarede flyvepladsen mod en japansk styrke i regimentsstørrelse. 3. bataljon af den amerikanske hærs 164. infanteriregiment kæmpede sammen med marinerne. I en ildkamp som vare omkring tre timer om natten mellem 24.-25. oktober havde de to enheder tab på omkring 70. Den japanske enhed havde over 1.400 dræbte og amerikanerne holdt flyvepladsen. Han foreslog to af sine folk, (den ene var sergent John Basilone) til en Medal of Honor. Han blev selv såret den 9. november.
Puller blev herefter udnævnt til næstkommanderende for 7. marineregiment. Mens han gjorde tjeneste i denne funktion ved Cape Gloucester, blev Puller tildelt sin fjerde Navy Cross for sin samlede indsats mellem 26. december og 19. januar 1944. I den periode, da bataljonscheferne fra 3. bataljon af 7. marineregiment og senere 3. bataljon af 5. marineregiment var under kraftig beskydning fra maskingeværer og morterer, reorganiserede han mesterligt bataljonen og anførte det vellykkede angreb mod stærkt befæstede japanske forsvarsstillinger. Han blev forfremmet til oberst med virkning fra 1. februar 1944 og ved månedens slutning blev han udnævnt til chef for 1. marineregiment. I september og oktober 1944 ledede Puller 1. marineregiment i det langstrakte slag på Peleliu, et af de blodigste slag i marinekorpsets historie, og modtog den første af to Legion of Merit udmærkelser. Under Pullers ledelse mistede 1. marineregiment 1.749 ud af ca. 3.000 mand, ikke at disse tab stoppede Puller fra at give ordre til frontangreb mod den velforskansede fjende. Korpschefen måtte beordre den kommanderende general i 1. marinedivision til at trække det udmarvede 1. marineregiment tilbage fra fronten.
I løbet af sommeren 1944 blev Pullers yngre bror, Samuel D. Puller, næstkommanderende i 4. marineregiment, dræbt af en fjendtlig snigskytte på Guam.
Puller kom tilbage til USA i november 1944, blev udnævnt til næstkommanderende i et infanteritræningsregiment på Camp Lejeune og, to uger senere, udnævnt til chef. Efter krigen blev han udnævnt til Director of the 8th Reserve District i New Orleans, og havde senere kommandoen over marinekaserne i Pearl Harbor.

## Koreakrigen
Ved Koreakrigens udbrud blev Puller igen udpeget som chef for 1. Marineregiment. Han deltog i landgangen ved Inchon den 15. september 1950 og blev tildelt Silver Star Medal. For lederskab i perioden 15. september til 2. november fik han tildelt sin anden Legion of Merit. Han blev tildelt Distinguished Service Cross fra U.S. Army for heltemod i kamp fra 29. november til 4. december, og sit femte Navy Cross for heltemod under slaget om Chosin reservoiret mellem 5. og 10. december 1950. Det var under dette slag, at han kom med sin berømte udtalelse: "Vi har ledt efter fjenden i et stykke tid. Vi har endelig fundet ham. Vi er omringede. Det forenkler sagen".
I januar 1951 blev Puller forfremmet til brigadegeneral og blev assisterende divisionschef i 1. marinedivision. Den 24. februar blev hans direkte overordnede generaljor O.P. Smith, i hast overført til at lede 9. korps da dens hærchef generalmajor Bryant Moore, døde. Smiths midlertidige overførsel betød at Puller midlertidigt havde ledelsen af 1. marinedivision indtil en gang i marts. Han fuldførte sin tid som assisterende divisionschef og tog tilbage til USA den 20. maj 1951. Han overtog kommandoen over 3. marinedivision ved Camp Pendleton, California indtil januar 1952, og derefter var han assisterende chef for divisionen indtil juni 1952. Derpå overtog han troppeuddannelsen ved Stillehavet i Coronado, California. I september 1953 blev han forfremmet til generalmajor.

## Efter Koreakrigen
I juli 1954 overtog Puller kommandoen over 2. marinedivision i Camp Lejeune, North Carolina indtil februar 1955 hvor han blev assisterende lejrkommandant. Han blev ramt af et slagtilfælde, og blev pensioneret fra marinekorpset med rang af generalløjtnant den 1. november 1955.

## Familie
Pullers søn, Lewis Burwell Puller, Jr. (generelt kendt som Lewis Puller), gjorde tjeneste som marineløjtnant i Vietnamkrigen. Mens han gjorde tjeneste i 2. bataljon af 1. marineregiment blev Lewis Jr. alvorligt såret ved en mineeksplosion. Han mistede begge ben og noget af hænderne. Generalløjtnant Puller brød grædende sammen, da han så sin søn første gang på hospitalet.
Puller var svigerfar til oberst William H. Dabney, USMC (Retired), en kandidat fra Virginia Military Institute (VMI), som var kommanderende officer (kaptajn) for to stærkt forstærkede riffelkompagnier i 3. bataljon af 26. marineregiment fra 21. januar til 14. april 1968. I hele perioden forsvarede oberst Dabney's styrke stædigt Hill 881S, en regional forpost, som var af afgørende betydning ved forsvaret af Khe Sanh basen under den 77 dage lange belejring. Efter slaget blev Dabney foreslået til Navy Cross for sin indsats på Hill 881 South, men hans bataljons næstkommanderendes helikopter styrtede ned med papirerne ombord og de gik tabt. Det var først den 15. april 2005, at oberst Dabney fik Navy Cross under en ceremoni på Virginia Military Institute.
Puller var en fjern slægtning af den berømte amerikanske general George S. Patton.

## Dekorationer og priser
Puller modtog den næsthøjeste amerikanske militærorden seks gange (den eneste i historien): fem Navy Cross og en U.S. Army Distinguished Service Cross. Han var den anden af to amerikanske soldater, som fik fem Navy Cross, ubådschefen Roy Milton Davenport var den første.
Pullers militære ordener omfatter:
| Gold award star · Gold award star · Gold award star · Gold award star                 |                                                                                       |                                   |                     |
| Unsupported ribbon device · Gold award star                                           | Unsupported ribbon device                                                             | Gold award star · Gold award star |                     |
| Bronze service star · Bronze service star · Bronze service star · Bronze service star | Bronze service star                                                                   | Bronze service star               | Bronze service star |
|                                                                                       |                                                                                       |                                   | Bronze service star |
|                                                                                       | Bronze service star · Bronze service star · Bronze service star · Bronze service star |                                   |                     |
| Silver service star                                                                   |                                                                                       |                                   |                     |
|                                                                                       |                                                                                       |                                   |                     |

| 1. række | Navy Cross med fire 5/16 tommer guldstjerner                           | Navy Cross med fire 5/16 tommer guldstjerner                           | Navy Cross med fire 5/16 tommer guldstjerner                           | Navy Cross med fire 5/16 tommer guldstjerner                               | Distinguished Service Cross                                                | Distinguished Service Cross                                                | Distinguished Service Cross                                               | Distinguished Service Cross                                               | Silver Star Medal                                                         | Silver Star Medal                                     | Silver Star Medal                                     | Silver Star Medal                                     |
| 2. række | Legion of Merit med Combat "V" med en 5/16 tomme guldstjerne           | Legion of Merit med Combat "V" med en 5/16 tomme guldstjerne           | Legion of Merit med Combat "V" med en 5/16 tomme guldstjerne           | Bronze Star Medal med Combat "V"                                           | Bronze Star Medal med Combat "V"                                           | Bronze Star Medal med Combat "V"                                           | Air Medal med to 5/16 tommer guldstjerner                                 | Air Medal med to 5/16 tommer guldstjerner                                 | Air Medal med to 5/16 tommer guldstjerner                                 | Purple Heart Medal                                    | Purple Heart Medal                                    | Purple Heart Medal                                    |
| 3. række | Presidential Unit Citation med fire 3/16 tommer bronze servicestjerner | Presidential Unit Citation med fire 3/16 tommer bronze servicestjerner | Presidential Unit Citation med fire 3/16 tommer bronze servicestjerner | Marine Corps Good Conduct Medal med en 3/16 tommer bronze servicestjerne   | Marine Corps Good Conduct Medal med en 3/16 tommer bronze servicestjerne   | Marine Corps Good Conduct Medal med en 3/16 tommer bronze servicestjerne   | Marine Corps Expeditionary Medal med en 3/16 tommer bronze servicestjerne | Marine Corps Expeditionary Medal med en 3/16 tommer bronze servicestjerne | Marine Corps Expeditionary Medal med en 3/16 tommer bronze servicestjerne | Sejrsmedalje for 1. Verdenskrig med Vestindisk spænde | Sejrsmedalje for 1. Verdenskrig med Vestindisk spænde | Sejrsmedalje for 1. Verdenskrig med Vestindisk spænde |
| 4. række | Haitian Campaign Medal (1921)                                          | Haitian Campaign Medal (1921)                                          | Haitian Campaign Medal (1921)                                          | Nicaraguan Campaign Medal (1933)                                           | Nicaraguan Campaign Medal (1933)                                           | Nicaraguan Campaign Medal (1933)                                           | China Service Medal                                                       | China Service Medal                                                       | China Service Medal                                                       | American Defense Service Medal med spænde             | American Defense Service Medal med spænde             | American Defense Service Medal med spænde             |
| 5. række | American Campaign Medal                                                | American Campaign Medal                                                | American Campaign Medal                                                | Asiatic-Pacific Campaign Medal med fire 3/16 tommer bronze servicestjerner | Asiatic-Pacific Campaign Medal med fire 3/16 tommer bronze servicestjerner | Asiatic-Pacific Campaign Medal med fire 3/16 tommer bronze servicestjerner | Sejrsmedalje for 2. Verdenskrig                                           | Sejrsmedalje for 2. Verdenskrig                                           | Sejrsmedalje for 2. Verdenskrig                                           | National Defense Service Medal                        | National Defense Service Medal                        | National Defense Service Medal                        |
| 6. række | Koreansk tjenestemedalje med en 3/16 tomme sølv tjenestestjerne        | Koreansk tjenestemedalje med en 3/16 tomme sølv tjenestestjerne        | Koreansk tjenestemedalje med en 3/16 tomme sølv tjenestestjerne        | Haitiansk Médaille militaire                                               | Haitiansk Médaille militaire                                               | Haitiansk Médaille militaire                                               | Nicaraguanske præsidents fortjenstmedalje med diplom                      | Nicaraguanske præsidents fortjenstmedalje med diplom                      | Nicaraguanske præsidents fortjenstmedalje med diplom                      | Nicaraguanske tapperhedskors med diplom               | Nicaraguanske tapperhedskors med diplom               | Nicaraguanske tapperhedskors med diplom               |
| 7. række | Koreansk fortjenstorden, Eulji Cordon Medalje                          | Koreansk fortjenstorden, Eulji Cordon Medalje                          | Koreansk fortjenstorden, Eulji Cordon Medalje                          | Order of the Cloud and Banner with Special Cravat                          | Order of the Cloud and Banner with Special Cravat                          | Order of the Cloud and Banner with Special Cravat                          | Republikken Koreas Presidential Unit Citation                             | Republikken Koreas Presidential Unit Citation                             | Republikken Koreas Presidential Unit Citation                             | FN's tjenestemedalje for Korea                        | FN's tjenestemedalje for Korea                        | FN's tjenestemedalje for Korea                        |

### Første Navy Cross begrundelse
Begrundelse:
"For distinguished service in the line of his profession while commanding a Nicaraguan National Guard patrol. First Lieutenant Lewis B. Puller, United States Marine Corps, successfully led his forces into five successful engagements against superior numbers of armed bandit forces; namely, at LaVirgen on 16 February 1930, at Los Cedros on 6 June 1930, at Moncotal on 22 July 1930, at Guapinol on 25 July 1930, and at Malacate on 19 August 1930, with the result that the bandits were in each engagement completely routed with losses of nine killed and many wounded. By his intelligent and forceful leadership without thought of his own personal safety, by great physical exertion and by suffering many hardships, Lieutenant Puller surmounted all obstacles and dealt five successive and severe blows against organized banditry in the Republic of Nicaragua."

### Andet Navy Cross begrundelse
Begrundelse:
"First Lieutenant Lewis B. Puller, United States Marine Corps (Captain, Guardia Nacional de Nicaragua) performed exceptionally meritorious service in a duty of great responsibility while in command of a Guardia Patrol from 20 September to 1 October 1932. Lieutenant Puller and his command of forty Guardia and Gunnery Sergeant William A. Lee, United States Marine Corps, serving as a First Lieutenant in the Guardia, penetrated the isolated mountainous bandit territory for a distance of from eighty to one hundred miles north of Jinotega, his nearest base. This patrol was ambushed on 26 September 1932, at a point northeast of Mount Kilambe by an insurgent force of one hundred fifty in a well-prepared position armed with not less than seven automatic weapons and various classes of small arms and well-supplied with ammunition. Early in the combat, Gunnery Sergeant Lee, the Second in Command, was seriously wounded and reported as dead. The Guardia immediately behind Lieutenant Puller in the point was killed by the first burst of fire, Lieutenant Puller, with great courage, coolness and display of military judgment, so directed the fire and movement of his men that the enemy were driven first from the high ground on the right of his position, and then by a flanking movement forced from the high ground to the left and finally were scattered in confusion with a loss of ten killed and many wounded by the persistent and well-directed attack of the patrol. The numerous casualties suffered by the enemy and the Guardia losses of two killed and four wounded are indicative of the severity of the enemy resistance. This signal victory in jungle country, with no lines of communication and a hundred miles from any supporting force, was largely due to the indomitable courage and persistence of the patrol commander. Returning with the wounded to Jinotega, the patrol was ambushed twice by superior forces on 30 September. On both of the occasions the enemy was dispersed with severe losses."

### Tredje Navy Cross begrundelse
Begrundelse:
"For extraordinary heroism as Commanding Officer of the First Battalion, Seventh Marines, First Marine Division, during the action against enemy Japanese forces on Guadalcanal, Solomon Islands, on the night of 24 to 25 October 1942. While Lieutenant Colonel Puller's battalion was holding a mile-long front in a heavy downpour of rain, a Japanese force, superior in number, launched a vigorous assault against that position of the line which passed through a dense jungle. Courageously withstanding the enemy's desperate and determined attacks, Lieutenant Colonel Puller not only held his battalion to its position until reinforcements arrived three hours later, but also effectively commanded the augmented force until late in the afternoon of the next day. By his tireless devotion to duty and cool judgment under fire, he prevented a hostile penetration of our lines and was largely responsible for the successful defense of the sector assigned to his troops."

### Fjerde Navy Cross begrundelse
Begrundelse:
"For extraordinary heroism as Executive Officer of the Seventh Marines, First Marine Division, serving with the Sixth United States Army, in combat against enemy Japanese forces at Cape Gloucester, New Britain, from 26 December 1943 to 19 January 1944. Assigned temporary command of the Third Battalion, Seventh Marines, from 4 to 9 January, Lieutenant Colonel Puller quickly reorganized and advanced his unit, effecting the seizure of the objective without delay. Assuming additional duty in command of the Third Battalion, Fifth Marines, from 7 to 8 January, after the commanding officer and executive officer had been wounded, Lieutenant Colonel Puller unhesitatingly exposed himself to rifle, machine-gun and mortar fire from strongly entrenched Japanese positions to move from company to company in his front lines, reorganizing and maintaining a critical position along a fire-swept ridge. His forceful leadership and gallant fighting spirit under the most hazardous conditions were contributing factors in the defeat of the enemy during this campaign and in keeping with the highest traditions of the United States Naval Service."

### Femte Navy Cross begrundelse
Begrundelse:
"For extraordinary heroism as Commanding Officer of the First Marines, First Marine Division (Reinforced), in action against aggressor forces in the vicinity of Koto-ri, Korea, from 5 to 10 December 1950. Fighting continuously in sub-zero weather against a vastly outnumbering hostile force, Colonel Puller drove off repeated and fanatical enemy attacks upon his Regimental defense sector and supply points. Although the area was frequently covered by grazing machine-gun fire and intense artillery and mortar fire, he coolly moved along his troops to insure their correct tactical employment, reinforced the lines as the situation demanded, and successfully defended the perimeter, keeping open the main supply routes for the movement of the Division. During the attack from Koto-ri to Hungnam, he expertly utilized his Regiment as the Division rear guard, repelling two fierce enemy assaults which severely threatened the security of the unit, and personally supervised the care and prompt evacuation of all casualties. By his unflagging determination, he served to inspire his men to heroic efforts in defense of their positions and assured the safety of much valuable equipment which would otherwise have been lost to the enemy. His skilled leadership, superb courage and valiant devotion to duty in the face of overwhelming odds reflect the highest credit upon Colonel Puller and the United States Naval Service."

### Distinguished Service Cross begrundelse
Begrundelse:
"The President of the United States of America, under the provisions of the Act of Congress approved July 9, 1918, takes pleasure in presenting the Distinguished Service Cross to Colonel Lewis B. "Chesty" Puller (MCSN: 0-3158), United States Marine Corps, for extraordinary heroism in connection with military operations against an armed enemy of the United Nations while serving as Commanding Officer, First Marines, FIRST Marine Division (Reinforced), in action against enemy aggressor forces in the vicinity of the Chosin Reservoir, Korea, during the period 29 November to 4 December 1950. Colonel Puller's actions contributed materially to the breakthrough of the First Marine Regiment in the Chosin Reservoir area and are in keeping with the highest traditions of the military service."

## Andre æresbevisninger
Udover sine militære udmærkelser har Puller modtaget talrige æresbevisninger på grund af sin tjeneste i Marinekorpset:
- Fregatten USS Lewis B. Puller blev opkaldt efter ham.
- Hovedkvartersbygningen for 2. Fleet Antiterrorism Security Team på Yorktown Naval Weapons Station i Yorktown, Virginia, hedder Puller Hall til ære for ham.
- Route 33 i Middlesex County, Virginia hedder General Puller Highway. Det er det distrikt hvor Puller ligger begravet.
- Den 10. november 2005 udsendte det amerikanske postvæsen sine Distinguished Marines frimærker, hvor Puller blev mindet.[16]
- Marikorpsets maskot hedder altid "Chesty Pullerton." (f.eks. Chesty XIII). Han er altid en ægte britisk Bulldog.
- I 2012 meddelte Military Sealift Command at en Mobile Landing Platform ville blive opkaldt efter Puller, USNS Lewis B. Puller.[17]

## Puller i marinekorpsets kultur
Puller er stadig en velkendt person i marinekorpsets folklore, og både sande og overdrevne historier om hans oplevelser mindes blandt marinesoldater.
Et almindeligt udråb i marinekorpsets rekrutlejre er at slutte dagen med udråbet: "Godnat Chesty Puller, hvor end du er!" En anden hyppig opmuntring er "Chesty Puller gav aldrig op!"
Under rekruttræningen og på officersskolen synger marinesoldaterne: "Det var godt nok til Chesty Puller/og det er godt nok til mig" samt "Sig til Chesty Puller, at jeg gjorde mit bedste." — Chesty er symbol på korpsånden blandt marinerne.
Rekrutterne synger også: "Chesty Puller var en god mariner, og en mariner var han."
Når marinesoldater udfører håndstand siger de til hinanden: "lav en for Chesty!"
Puller elskes af menige marinere for sin stadige indsats for at forbedre deres arbejdsbetingelser. Puller insisterede på godt udstyr og disciplin. Da han kom forbi en løjtnant, som havde givet en menig ordre til at salutere ham 100 gange fordi han havde glemt at salutere, sagde Puller til løjtnanten: "De gør fuldstændig ret i at få ham til at salutere Dem 100 gange, løjtnant, men som De ved skal en officer altid salutere tilbage. Nu saluterer de tilbage, og jeg tæller."
Mens han var i tjeneste på Hawaii og inspicerede våbenkammeret, idømte Puller sig selv en bøde på $100 for ved et uheld at affyre en .45 kaliber pistol indendøre, selv om bøden for hans folk kun var $20.

## I populær kultur
- I HBO miniserien The Pacific spilles Puller af William Sadler.
- Bogen Marine!: The Life of Chesty Puller, ISBN 978-0-553-27182-9, er om hans liv som marinesoldat.
- Bogen Chesty Puller's Rules of Success, ISBN 978-1-885541-07-9, af Bill Davis, Col, USMC (ret) gennemgår 20 af Pullers "selvpåførte principper om kamp" som han uddrog fra talrige møder med den legendariske general.
- Bogen Chesty: The Story of Lieutenant General Lewis B. Puller, USMC, ISBN 978-0-375-76044-0, af oberst Jon T. Hoffman, USMCR, er en komplet biografi over hans liv, og vinder af Marine Corps Heritage Foundation's 2001 General Wallace M. Greene pris: Årets bedste marinekorps historiebog.
- John Ford instruerede Chesty: A Tribute to a Legend en dokumentarfilm fra 1976.

## Eksterne kilder
- Suttom, SSgt Kurt M. (august 1998). "Chesty Puller: Everyone Needs a Hero". Marine Magazine. Washington, D.C.: HQMC, United States Marine Corps. Arkiveret fra originalen 12. februar 2006. Hentet 2007-01-17.
- Marine Corps History Division LtGen Lewis B. Puller Biography Arkiveret 22. januar 2015 hos  Wayback Machine (engelsk)
- Devildog.com Optaget interview med generalløjtnant Lewis Burwell "Chesty" Puller Arkiveret 2. januar 2013 hos  hos Archive.is (engelsk)